# Anatolij Granik
Anatolij Granik (russisk: Анато́лий Миха́йлович Гра́ник) (født 10. marts 1918 i Balta i Ukraine, død 17. april 1989 i Sankt Petersborg i Sovjetunionen) var en sovjetisk filminstruktør og manuskriptforfatter.

## Filmografi
- Aljosja Ptitsyn udvikler karakter (Алёша Птицын вырабатывает характер, 1953)[1][2]
- Maksim Perepelitsa (Максим Перепелица, 1956)
- Dvenadtsat mesjatsev (Двенадцать месяцев, 1972)